# Rytigynia pseudolongicaudata
Rytigynia pseudolongicaudata är en måreväxtart som beskrevs av Bernard Verdcourt. Rytigynia pseudolongicaudata ingår i släktet Rytigynia och familjen måreväxter. IUCN kategoriserar arten globalt som sårbar.
Artens utbredningsområde är Tanzania. Inga underarter finns listade i Catalogue of Life.